# 基质细胞
基质细胞（stromal cell）是器官中结缔组织的一种组分，包括：成纤维细胞、周细胞、内皮细胞、免疫细胞、炎症细胞等；其功能为：支持器官实质细胞，且可分泌细胞因子作为可溶性信号和膜表面信号，调节细胞的增殖与分化。
基质细胞可以是任何器官（比如子宫黏膜（子宫内膜）、前列腺、骨髓和卵巢）结缔组织的一部分；基质细胞可作造血微环境中的重要成分，调节造血细胞的增殖与分化；其与肿瘤细胞的相互作用，在癌症的增长过程中也有重要作用。
靠近皮肤表皮底层的基质细胞，可释放促进细胞分裂的生长因子，使得表皮从底层不断再生而顶层表皮细胞持续“蜕皮”。基底细胞癌之类的皮肤癌不能在全身范围内广泛转移因为肿瘤细胞需要附近基质细胞支持其分裂。缺乏这些基底层生长因子会阻止癌症在身体里的转移（入侵其它器官）。